# Gaudapáda
Gauḍapāda, označovaný také jako Gaudapadačarja byl indický filozof, zřejmě ze 6. století, představitel školy Védánta, částečně ovlivněný buddhismem. Detaily jeho biografie jsou nejisté, jeho myšlenky však silně ovlivnily Adi Šankaru, který mu říkal paramaguru (nejvyšší učitel). Gaudapáda byl autorem nebo překladatelem textu Māṇḍukya Kārikā, také známého jako Gaudapada Karika. Text se skládá ze čtyř kapitol (také nazývaných knihy). První tři kapitoly silně ovlivnily nedualistickou školu zvanou advaita-védánta. Čtvrtá kapitola je považována za buddhistickou, v hinduismu na ni nebývá odkazováno. Vyložil Upanišády, především za pomoci logiky. Představil vlivnou ontologii, v níž konečnou ontologickou realitou je čisté vědomí, které je zbaveno atributů a úmyslnosti. Individuální duše je v zásadě plně identická s tímto čistým vědomím, iluze jejich rozpojení je způsobena májou. Někdy bývá ztotožňován se stejnojmenným autorem komentářů, avšak vedou se o to rozsáhlé spory.